# Knemodynerus aequabilis
Knemodynerus aequabilis är en stekelart som beskrevs av Gusenleitner 1995. Knemodynerus aequabilis ingår i släktet Knemodynerus och familjen Eumenidae. Inga underarter finns listade i Catalogue of Life.